# Lisa Fissneider
Lisa Fissneider (Bolzano, 1º ottobre 1994) è un'ex nuotatrice italiana, specialista della rana, stile nel quale competeva su tutte e tre le distanze regolamentari (50, 100 e 200 m). È stata primatista italiana sulle distanze dei 50 e 100 m rana in vasca corta.

## Caratteristiche tecniche
Alta di statura e dotata di grande forza fisica, era una ranista completa, con doti sia di esplosività che di resistenza, tali da consentirle di esprimersi ad alto livello sia sulle corte che sulle lunghe distanze.

## Biografia
Lisa Fissneider è nata a Bolzano nel 1994, figlia primogenita (sua sorella Evelyn è nata nel 1997) di una famiglia di madrelingua tedesca originaria del borgo di Caldaro sulla Strada del Vino. Suo padre Klaus è un ex nuotatore agonistico, tuttora (2025) attivo nella categoria master, e fu lui ad avviare la figlia allo sport, portandola fin dall'età di quattro anni a nuotare al Lago di Caldaro, inizialmente nell'intento di insegnarle la pratica natatoria per permetterle di affrontare la balneazione senza rischi; tuttavia, constatato il grande interesse dimostrato da Lisa per la disciplina, suo padre decise, nel 2000, di iscriverla a una società sportiva, il SSV Bozen. In tale società sportiva rimase fino al 2006 per poi passare allo SC Meran, sotto la guida del tecnico Volker Müller. Fu con quest'ultimo club che Lisa Fissneider debuttò a livello nazionale nel 2007, con la partecipazione ai campionati assoluti giovanili invernali.
Nel 2009 giunsero i primi risultati di rilievo, con il 3º posto nella gara dei 100 metri rana ai campionati italiani giovanili primaverili di Riccione, categoria juniores; in settembre, per evitare il pendolarismo da Merano a Bolzano, dove studia, la nuotatrice si trasferì dallo SC Meran alla Bolzano Nuoto, sotto la guida dell'ex fondista Dario Taraboi, tecnico anche di Laura Letrari.
Con il suo nuovo club esordì ai campionati assoluti invernali del 2009, ancora a Riccione, aggiudicandosi la vittoria nelle gare dei 50 m rana in 30 secondi e 94 centesimi e dei 100 metri, stessa specialità, con 1'06"45, e contestualmente guadagnando l'accesso ai campionati europei in vasca corta di Istanbul (Turchia), dove tuttavia non andò oltre le batterie di qualificazione.
Infortunatasi al menisco del ginocchio destro a inizio 2010 durante una lezione scolastica di educazione fisica, fu costretta all'inattività nei due mesi successivi all'intervento chirurgico, per tornare in vasca a marzo; a luglio prese parte ai campionati europei giovanili di Helsinki vincendo la gara dei 50 rana, unica atleta italiana a salire sul gradino più alto del podio in tale edizione della competizione e l'argento nei 100 m rana. A tale vittoria fece seguito quella nei 50 e 100 rana ai campionati nazionali giovanili estivi e, ad agosto, l'argento nelle stesse gare agli assoluti estivi.
Presente anche ai campionati in vasca corta a Eindhoven (Paesi Bassi), si aggiudicò la medaglia di bronzo nella staffetta 4×50 m mista assieme alla citata Laura Letrari, Elena Gemo e Federica Pellegrini.
Campionessa italiana giovanile, nella categoria cadetti, nel marzo 2011 nei 50, 100, e 200 rana, nonché bronzo nella staffetta mista 4x100 con la Bolzano Nuoto, fu medaglia d'argento ad aprile nei 200 rana ai campionati primaverili alle spalle di Chiara Boggiatto. Ancora nel 2011, a luglio, fu protagonista agli assoluti giovanili, categoria cadetti, con tre ori, uno per ciascuna distanza della rana e, in agosto, ripeté la prestazione, conquistando tre titoli ai campionati italiani estivi.
La striscia di successi proseguì con le vittorie ai III campionati mondiali giovanili a Lima (Perù) nei 50 e 100 rana e l'argento nei 200; il 2011 si chiuse con le finali dei 50 e 100 rana e della staffetta 4x50 mista agli europei in vasca corta a Stettino (Polonia), terminate rispettivamente al 6º (con primato personale), al 10º e al 5º posto.
A marzo 2012 ha conquistato l'argento nei 50, nei 100 e nei 200 rana ai campionati italiani primaverili, per poi vincere l'oro su tutte e tre le distanze della rana e nella staffetta 4x100 mista con la squadra della Bolzano Nuoto ai Campionati italiani giovanili, categoria cadetti, di fine marzo/inizio aprile. Contestualmente è stata convocata nella nazionale italiana per gli europei di maggio 2012, dove si è piazzata 24ª sui 100 rana in 1'10"69, 25ª sui 200 rana in 2'33"79 e 20ª sui 50 rana in 32"70.
A decorrere dal 1º ottobre 2012, pur mantenendo l'affiliazione con la Bolzano Nuoto, la Fissneider si è trasferita ad allenarsi a tempo pieno presso il centro federale di Verona, sotto la guida del tecnico ungherese Tamás Gyertyánffy. Infortunatasi al gomito sinistro a seguito di una caduta in bicicletta nel novembre 2012, dovette operarsi e fu costretta a fermarsi fino a gennaio dell'anno seguente. Ad aprile 2013 ha partecipato ai campionati italiani primaverili, vincendo il titolo sui 50 m rana (col tempo di 31"47) e l'argento sui 200 m rana (in 2'28"17) e sui 100 m rana (in 1'08"23). Tra fine luglio e i primi di agosto ha partecipato ai mondiali di nuoto a Barcellona, gareggiando sui 50 e i 100 m rana, fermandosi alle batterie in entrambe le gare e venendo squalificata nella staffetta 4x100 m mista. Successivamente, ai campionati italiani estivi, conquista il titolo tricolore sui 50 m rana e l'argento sui 100 m.
Nel novembre 2013 è entrata a far parte del Gruppi Sportivi Fiamme Gialle, in regime di doppio tesseramento civile-militare con la Bolzano Nuoto. A dicembre ha preso parte agli europei in vasca corta di Herning, ove ha raggiunto la finale su tutte e tre le distanze della rana (classificandosi poi 5^ sui 200 m, 6^ sui 100 m e 8^ sui 50 m), stabilendo i nuovi record italiani sulle distanze dei 50 m e dei 100 m. Agli assoluti invernali successivi ha conquistato l'oro sui 50 e sui 100 m rana, così come nella staffetta 4x100 m mista con la squadra delle Fiamme Gialle (che ha fissato il nuovo record italiano di squadra della gara), oltre all'argento sui 200 m rana.
La stagione 2014 inizia con gli assoluti primaverili, ove vince l'oro sulla gara dei 50 m rana, col tempo di 31"09, valido per la qualificazione agli Europei di Berlino e a 0,01 secondi dal primato italiano in vasca lunga. Con la squadra delle Fiamme Gialle (Alice Mizzau, Alessia Polieri e Arianna Barbieri) ha poi vinto la staffetta 4x100 m mista, con un tempo complessivo di 4'04"01 (nuovo record italiano), nuotando la frazione a rana in 1'08"52. Termina infine al 4º posto la gara dei 100 m rana.
Il 13 maggio 2014, a seguito della squalifica di 16 mesi per doping comminata alla russa Julija Efimova, la Fissneider è stata avanzata di una posizione in ciascuna delle finali disputate agli europei in vasca corta di Herning: ha quindi ottenuto il 4º posto sui 200 m rana, il 5º sui 100 m rana e il 7º sui 50 m rana. Nel prosieguo della stagione contrae tuttavia la mononucleosi, che la costringe a fermarsi per qualche settimana. Tornata in gara agli assoluti estivi, si piazza quarta nei 50 m rana e dodicesima nella distanza doppia. Prende poi parte agli europei di Berlino, ove viene squalificata nelle batterie dei 50 m rana per uso di taping (proibito dal regolamento di gara). Nei mesi seguenti ha cambiato squadra civile, fermo restando il suo legame con le Fiamme Gialle: si è tesserata per il SSV Bozen (club nel quale aveva già militato durante l'infanzia), scegliendo come nuovo tecnico Admir Kajo Kajevic; contestualmente, è tornata ad allenarsi a Bolzano.
Già nel 2015 interrompe il rapporto con Kajevic, passando ad allenarsi con Christian Galenda presso le Fiamme Gialle a Ostia: nel 2016 riuscì a vincere nuovamente un titolo nazionale (sui 200 m rana) e a qualificarsi per gli Europei di Londra, ove non colse risultati di rilievo. Dopo aver nuovamente cambiato tecnico nel 2017 (tornando ad allenarsi con Volker Muller), vista la persistente assenza di competitività, ai primi del 2018 decise di ritirarsi dall'agonismo.
In ragione delle sue vittorie nelle competizioni acquatiche, con un gioco di parole sul suo cognome, Lisa Fissneider è stata soprannominata Goldfisch (in tedesco pesce d'oro), talvolta scritto Goldfiss.

## Statistiche

### Primati personali

#### Vasca da 50 metri
- 50 m rana: 31"09 (2014)
- 100 m rana: 1'07"71 (2011)
- 200 m rana: 2'26"01 (2011)

#### Vasca da 25 metri
- 50 m rana: 30"39 (già record italiano) (2013)
- 100 m rana: 1'05"28 (già record italiano) (2013)
- 200 m rana: 2'21"18 (2013)

### Progressione
| Vasca da 50 metri | Vasca da 50 metri | Vasca da 50 metri | Stagione | Vasca da 25 metri | Vasca da 25 metri | Vasca da 25 metri |
| 50 m rana         | 100 m rana        | 200 m rana        | Stagione | 50 m rana         | 100 m rana        | 200 m rana        |
| 44"73             | n/a               | n/a               | 2003-04  | n/a               | 1'37"60           | n/a               |
| n/a               | n/a               | n/a               | 2004-05  | 44"00             | n/a               | n/a               |
| 39"36             | n/a               | 3'02"45           | 2005-06  | n/a               | 1'27"11           | n/a               |
| 36"24             | 1'18"16           | 2'49"08           | 2006-07  | n/a               | 1'16"95           | 2'48"28           |
| 34"79             | 1'17"28           | 2'43"31           | 2007-08  | 34"73             | 1'15"28           | 2'40"92           |
| 33"35             | 1'13"00           | n/a               | 2008-09  | 33"04             | 1'10"70           | 2'37"30           |
| 32"20             | 1'09"27           | 2'41"42           | 2009-10  | 30"94             | 1'06"45           | 2'30"04           |
| 31"51             | 1'07"71           | 2:26:01           | 2010-11  | 31"22             | 1'06"53           | 2'22"45           |
| 32"12             | 1'09"47           | 2'28"37           | 2011-12  | 30"82             | 1'06"94           | 2'23"57           |
| 31"21             | 1'08"23           | 2'28"17           | 2012-13  | 31"69             | 1'08"22           | 2'27"03           |
| 31"09 IS          | 1'07"75           | 2'28"01           | 2013-14  | 30"39 RI          | 1'05"28 RI        | 2'21"18           |

Legenda
I risultati delle gare in vasca corta ottenuti tra settembre e dicembre di un anno solare vanno conteggiati con quelli dell'inizio dell'anno successivo. Ad esempio, i tempi ottenuti alla fine del 2008 fanno parte della stagione 2008-09. Per i tempi in vasca lunga si considera il periodo 1º gennaio - 31 dicembre del secondo anno riportato nella colonna Stagione.
- RI = Record italiano assoluto
- IS = Record italiano con costumi in tessuto.
- Tempo in grassetto = Primato personale.
- Tempo in corsivo = soggetto a possibili ulteriori miglioramenti.

## Palmarès
| Campionati del mondo       | 50 m rana               | 100 m rana                | ---                     | 4×100 m mista                    |
| 2013 Barcellona Spagna     | 27ª in batteria 31"94   | 19ª in batteria 1'08"53   | ---                     | squalificata                     |
| Europei                    | 50 m rana               | 100 m rana                | 200 m rana              | ---                              |
| 2012 Debrecen Ungheria     | 20ª in batteria 32"70   | 24ª in batteria 1'10"69   | 25ª in batteria 2'33"79 | ---                              |
| 2014 Berlino Germania      | squalificata            | ---                       | ---                     | ---                              |
| Europei in vasca corta     | 50 m rana               | 100 m rana                | 200 m rana              | 4×50 m mista                     |
| 2009 Istanbul Turchia      | 32ª in batteria 31"58   | 26ª in batteria 1'07"72   | ---                     | ---                              |
| 2010 Eindhoven Paesi Bassi | 13ª in semifinale 31"62 | 10ª in semifinale 1'08"35 | ---                     | Bronzo - 1'49"56 frazione: 30"84 |
| 2011 Stettino Polonia      | 6ª 30"82                | 10ª 1'07"99               | 21ª in batteria 2'27"83 | 5ª - 1'49"11 frazione: 31"23     |
| 2013 Herning Danimarca     | 7ª 30"39                | 5ª 1'05"28                | 4ª 2'21″18              | ---                              |
| Mondiali giovanili         | 50 m rana               | 100 m rana                | 200 m rana              | 4×100 m mista                    |
| 2011 Lima Perù             | Oro 31"51               | Oro 1'07"71               | Argento 2'26"01         | 6ª - 4'10"39 frazione: 1'08"41   |
| Europei giovanili          | 50 m rana               | 100 m rana                | ---                     | 4×100 m mista                    |
| 2010 Helsinki Finlandia    | Oro 32"20               | Argento 1'09"59           | ---                     | squalificata (4ª)                |

### Campionati italiani
12 titoli individuali, così ripartiti:
- 6 nei 50 m rana
- 3 nei 100 m rana
- 1 nei 200 m rana
- 2 nella staffetta 4x100 m mista

nd = non disputata
| Anno | Edizione    | rana 50 m | rana 100 m | rana 200 m | mista 4x100 m |
| ---- | ----------- | --------- | ---------- | ---------- | ------------- |
| 2009 | Invernali   | 1         | 1          | nd         | -             |
| 2010 | Estivi      | 2         | 2          | nd         | -             |
| 2011 | Primaverili | -         | nd         | 2          | -             |
| 2011 | Estivi      | 1         | 1          | 1          | -             |
| 2012 | Primaverili | 2         | 2          | 2          | -             |
| 2013 | Primaverili | 1         | 2          | 2          | -             |
| 2013 | Estivi      | 1         | 2          | nd         | -             |
| 2013 | Invernali   | 1         | 1          | 2          | 1             |
| 2014 | Primaverili | 1         | -          | -          | 1             |
| 2014 | Invernali   | -         | -          | -          | 2             |
| 2015 | Primaverili | -         | -          | -          | 2             |